# Бейли, Дерек
Дерек Бейли (англ. Derek Bailey; 29 января 1930, Шеффилд — 25 декабря 2005, Лондон) — британский авангардный гитарист, лидер движения «свободная импровизация». Сотрудничал со многими музыкантами, как то Стив Лейси, Эван Паркер, Джон Зорн.

## Биография
Начал играть на гитаре в возрасте десяти лет. Выступал в клубах, на радио, в танцзалах. Совместно с Тони Оксли и Гевином Бриарсом принимал участие в трио Joseph Holbrooke, основанном в 1963 году в городе Шеффилд.

В 1966 году Бейли переезжает в Лондон, где находит много единомышленников в сфере исполнения фри-джаза. Дерек принимает участие в таких коллективах как Spontaneous Music Ensemble, Jazz Composer’s Orchestra, Music Improvisation Company (который сам основал).

В 1970 году Бейли вместе с Паркером и Оксли организовал лейбл Incus, одну из первых независимых звукозаписывающих компаний в Англии. В 1975 году Бейли стал одним из основателей журнала Musics. В 1980 году написал книгу «Импровизация — её природа и практика».

Умер в 2005 году от бокового амиотрофического склероза.

## Музыка
Дерек Бейли — идеолог неидиоматической импровизации, как импровизации на собственном спонтанном музыкальном языке вне штампов, цитат, регулярности любого вида: ритмической, мелодической и т.д.